# 常元楷
常元楷（？—713年7月29日），唐朝軍事人物。
曾接替張仁願成為朔方軍總管。張仁願建三受降城時，即沒有設計出壅門（用以掩蔽城門的牆垣），也沒有裝備守城之器。有人問：「這裏是邊城防備敵軍的地方，不作守備，是甚麼意思呢？」張仁願表示不需要，如果有士兵敢退，就斬殺；守備的措施只是讓士兵退卻。常元楷到任時就開始修築壅門。人們因此器重張仁願，輕視常元楷。
後官左羽林大將軍，因依附太平公主，先天政變中被唐玄宗所殺。